# Kibel

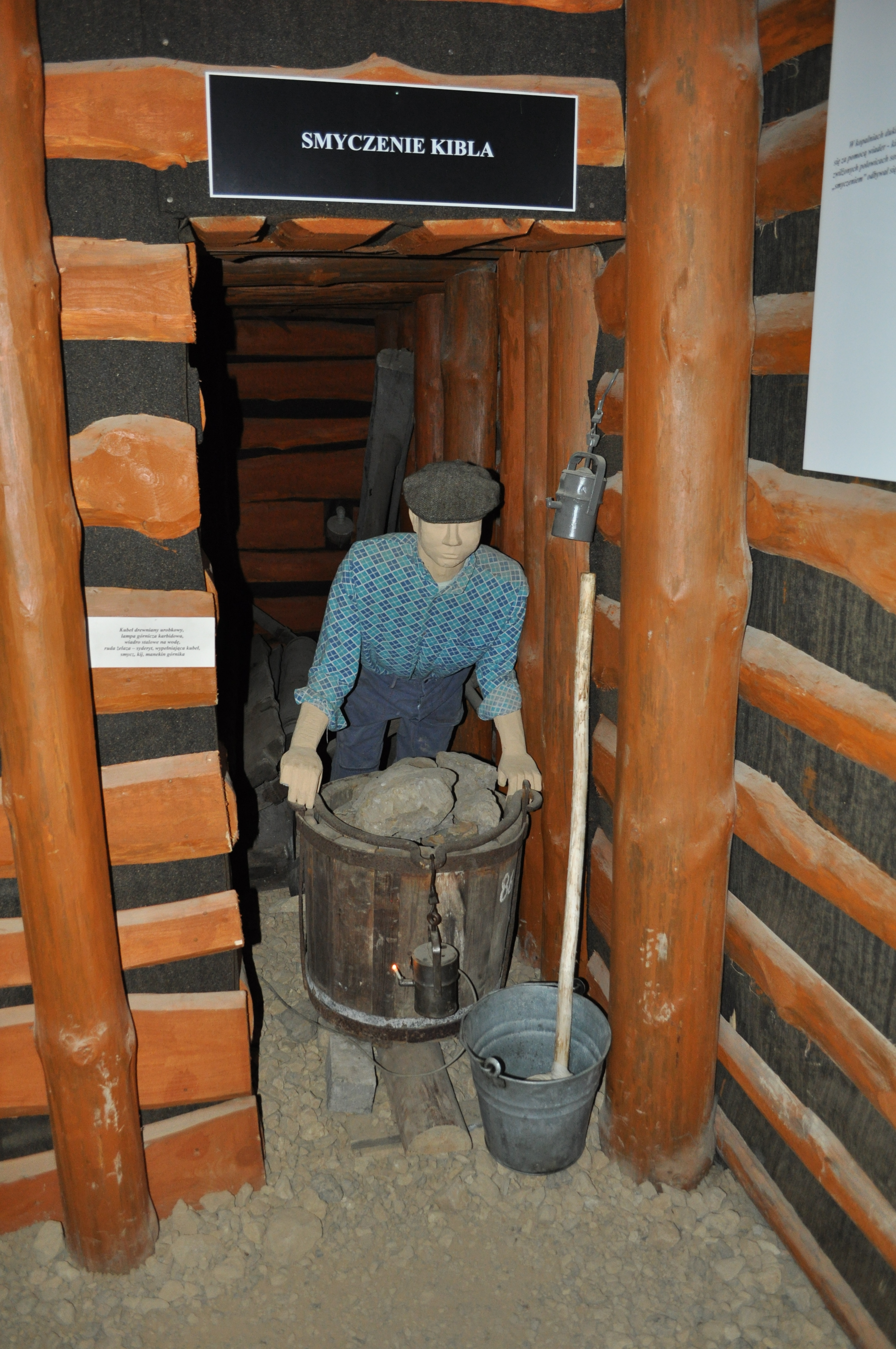
„Kibel” w Muzeum Górnictwa Rud Żelaza w Częstochowie

Kibel (z niem. Kübel) – dawna jednostka objętości używana w Polsce w górnictwie i hutnictwie (kibel górniczy lub hutniczy). Jeden kibel mieścił w sobie 35 garncy lub 5,596 stóp sześciennych (0,14 m³).